# セルディアーナ
セルディアーナ（イタリア語: Serdiana）は、イタリア共和国サルデーニャ自治州南サルデーニャ県にある、人口約2,700人の基礎自治体（コムーネ）。

## 地理

### 位置・広がり

#### 隣接コムーネ
隣接するコムーネは以下の通り。括弧内のCAはカリャリ県所属を示す。
- ドリアノーヴァ
- ドノリ
- モナスティール
- サンタンドレーア・フリーウス、
- セストゥ (CA)
- セッティモ・サン・ピエトロ (CA)
- ソレーミニス
- ウッサーナ